# Hamza Abed Meraim
 (décembre 2018).
 (décembre 2018).
Pour les articles homonymes, voir Abed.
Hamza Abed Meraim est un footballeur algérien né le 3 septembre 1985 à Chlef. Il évolue au poste de milieu de terrain.

## Biographie
Il évolue en Division 1 avec les clubs de l'ASO Chlef et de l'AS Khroub. Il joue une cinquantaine de matchs en Division 1 avec l'ASO Chlef.

## Palmarès
- Vainqueur de la coupe d'Algérie en 2005 avec l'ASO Chlef.